# Morrowville (Kansas)
Pour l’article homonyme, voir Morrowville.
Morrowville est une ville américaine située dans le comté de Washington, au Kansas. Selon le recensement de 2010, sa population est de 155 habitants.